# 新宿シアターモリエール
新宿シアターモリエール（しんじゅくシアターモリエール）は、東京都新宿区新宿三丁目にある劇場である。

## 概要
新宿モリエールビルの2階に入居。入口は1階にある。
「カフェテアトロ 新宿萌里英留」としてオープンし、1986年に現在の名前に改称された。最大186席のキャパシティーの客席は可動席となっている。可高フロアシステムにより自由なステージ演出が可能で、多様なジャンルの芝居やお笑いライブが行われている。お笑いの賞レースでは、M-1グランプリ（2019年大会では1回戦）、R-1ぐらんぷり（2020年大会では2回戦）の各予選が行われている。

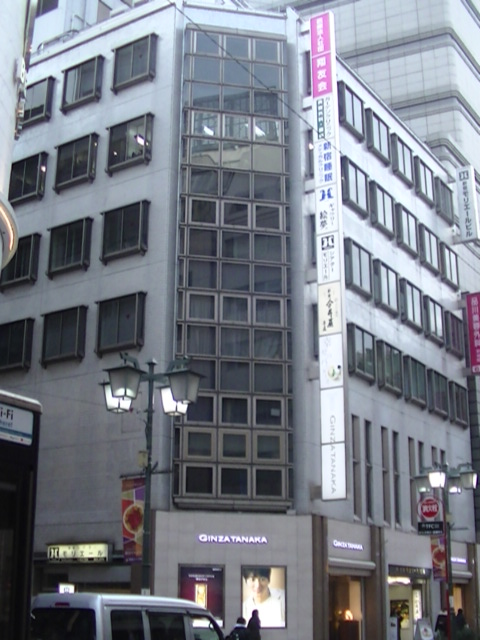
シアターモリエールが入居する新宿モリエールビル (2020年1月)

## アクセス
- JR新宿駅中央東口・南口より徒歩5分
- 地下鉄新宿三丁目駅A1出口より徒歩2分